# Wavrans-sur-Ternoise
Wavrans-sur-Ternoise è un comune francese di 224 abitanti situato nel dipartimento del Passo di Calais nella regione dell'Alta Francia.
Come si evince dal nome, il suo territorio è bagnato dal fiume Ternoise.

## Società

### Evoluzione demografica
Abitanti censiti